# Terry Branstad
Terry Edward Branstad (Leland (Iowa), 17 november 1946) is een Amerikaans politicus van de Republikeinse Partij. Tussen 1983 en 1999 en tussen 2011 en 2017 diende hij als gouverneur van de Amerikaanse staat Iowa. Van 1979 tot 1983 was hij de luitenant-gouverneur van Iowa onder gouverneur Robert Ray. Van 2003 tot 2009 was Branstad de rector magnificus van de universiteit in Des Moines.
Branstad heeft het gouverneurschap van Iowa in totaal 22 jaar lang bekleed en is daarmee de langstzittende gouverneur in de geschiedenis van de Verenigde Staten. In 2015 passeerde hij George Clinton, die tussen 1777 en 1804 in totaal 21 jaar gouverneur was van de staat New York.
In januari 2017 werd Branstad door president Trump voorgedragen voor de functie van Amerikaans ambassadeur in China. In mei 2017 werd deze kandidatuur door de senaat goedgekeurd, waarna Branstad zijn gouverneurschap neerlegde. Hij werd opgevolgd door zijn partijgenoot en luitenant-gouverneur Kim Reynolds.
- Gemeinsame Normdatei: 1177150638
- International Standard Name Identifier: 0000 0000 2371 922X
- Library of Congress Control Number: n84041706
- National Archives and Records Administration: 10568302
- Virtual International Authority File: 72788093
- WorldCat: E39PBJfCBjFWRMJGfDGy7dgYfq